# Skublics István
Besenyői és velikei Skublics István Jehudiel Ádám (Veszele, Nyitra vármegye, 1826. december 25. – Besenyő, Zala vármegye, 1899. január 21.) 1848-as honvéd, zalai földbirtokos, főszolgabíró.

## Családja és származása
A nemesi származású besenyői és velikei Skublics család sarja. Édesapja besenyői és velikei Skublics Sándor (1773–1830), táblabíró, közbirtokos, édesanyja a bécsi születésű Schuster Anna (?–1868) volt. Apai nagyszülei besenyői és velikei Skublics János (1738–1808), táblabíró, és a zalalövői Csapody családból való zalalövői Csapody Erzsébet (1739–1781) voltak.

## Élete
Tanulmányai befejezése után, 1844 és 1848 között a 61. császári gyalogezredben szolgált. A Győr városában szerveződő 5. honvédzászlóaljhoz osztották be, ahol június 19-én hadnagyi, októberben főhadnagyi, majd november 20-án századosi ranggá léptették elő. 1849 áprilisában megsebesült, és ekkor tagja lett a szabadkai rögtönítélő törvényszéknek. 1849 nyarán előbb ideiglenesen, majd véglegesen az 5. honvédzászlóalj parancsnokának nevezték ki őrnagyi rangban.
A szabadságharc bukása után 10 évi börtönre ítélték. 1858-ban szabadult, és hamarosan megházasodott Kisgörbőn. A kiegyezés után Zalabesenyőn telepedett le, ott gazdálkodott, ahol az apai nagyszülei birtokai feküdtek. Tagja lett Zala vármegye Törvényhatósági Bizottságának, majd 1872. január 9. és 1874. május 4. között a zalaegerszegi járás főszolgabírája volt.
1899. január 21.-én, 73 éves korában hunyt el.

## Házassága és gyermekei
Feleségül vette 1858. május 3.-án Kisgörbőn dunaszentgyörgyi Tolnay Irén (1839–Zalabesenyő, 1906. június 20.) kisasszonyt, dunaszentgyörgyi Tolnay Károly (1813-1897), táblabíró, országgyűlési képviselő és szentgyörgyi Horváth Mária (1817–1898) lányát. A házasságból származott:
- Skublics Irén (1873–Nagykanizsa, 1941. október 23.).[10] Férje: jákóhalmi dr. Révffy Zoltán királyi ügyész neje.
- Skublics István (1875–1947). Neje: alsószilvágyi Gaál Emília (1876–Kaposvár, 1928. december 22.).[11]
- Skublics Gizella (1876–1935), bocsári Svastics Pál neje.